# Інститут 9 травня
Інститут 9 Травня — недержавна та неприбуткова організація в Іспанії, присвячена даті та цінностям Дня Європи.

## Створення та засади
У 2018 році, Інститут 9 Травня співзаснували представник української діаспори Андрій Якубув та колишній валенсійський політик і продюсер Пабло Хіль, який в ході діяльності з організацією став Почесним консулом України у Валенсії.
Інститут 9 Травня влаштовує щорічні відзначення Дня Європи у Валенсії, просуваючи ініціативу закріплення за цією датою вихідного дня на території ЄС та інших європейських країн, є приватним іспанським суб'єктом адвокації, громадської експертизи та промоції європеїзму. 

## Український напрямок
З моменту заснування, Інститут 9 Травня,- своїми заходами, публікаціями в іспанських ЗМІ та долученням до дискусій,- приділяє значну увагу українським питанням в контексті підтримки євроінтеграції України. 
У співпраці із закордонними дипломатичними установами України, Інститутом 9 Травня реалізовувалися такі проекти як доведення до визнання Голодомору парламентом Валенсійської автономії, проведення Днів українського кіно у Валенсії, видання промо-матеріалів іспанською мовою з нагоди 200-річчя Лесі Українки. 
У 2022 році, спільно з Світовим конгресом українських молодіжних організацій, Інститут 9 Травня запропонував перенести відзначення Дня Європи в Україні на 9 травня, піддаючи критиці встановлення цього свята в Україні на третю суботу травня. 
З початком російського вторгнення в Україну, проукраїнська частина діяльності Інституту 9 Травня в Іспанії передусім націлена на отримання Україною рішучої економічної, гуманітарної та військової підтримки, уваги до переміщених українців, а також на протидію російській дезінформації та темі відповідальності за воєнні злочини під час війни Росії проти України. 